# Україна на пісенному конкурсі Євробачення 2018
Україна стала країною, де відбувався 62-й Пісенний конкурс Євробачення 2017, оскільки 15 травня 2016 року вона отримала перемогу на попередньому 61-му пісенному конкурсі Євробачення 2016, що відбувся в Стокгольмі, Швеція. Там українська співачка кримськотатарського та вірменського походження Джамала із піснею «1944» у фіналі здобула перемогу, набравши 534 бали.
Вперше Україна приймала конкурсантів 21 травня 2005 року на 50-му пісенному конкурсі «Євробачення 2005» після перемоги Руслани із піснею «Дикі танці» у конкурсі «Євробачення 2004», який відбувався на сцені «Абді Іпекчі» в Стамбулі.
Національний відбір на конкурс «Євробачення-2018» здійснювала Національна суспільна телерадіокомпанія України (НСТУ) спільно з телеканалом «Світ телебачення» (СТБ), зважаючи на минулорічні домовленості. За його підсумками, Україну на Євробаченні 2018 представляв Mélovin з піснею «Under the Ladder».

## Національний відбір
Започаткований 10 жовтня 2017 року. Конкурс-відбір проведуть спільно телеканали UA:Перший та СТБ. Керівником національного відбору наразі є голова правління Національної суспільної телерадіокомпанії України Зураб Аласанія.

### Формат
У новому сезоні національного відбору функції музичного продюсера й суддів були чітко розподілені. Руслан Квінта займався виключно підбором учасників у півфінали і, за необхідності, допомагав з аранжуванням. Судді оцінюватимуть виступи учасників без попереднього перегляду. Таке рішення було ухвалене задля збереження свіжого погляду журі на артистів та пісні.
Заповнити анкету для участі в попередньому відборі на Євробачення 2018 могли усі бажаючі, які досягли 16-річного віку. Для участі у Національному відборі необхідно було представити авторську пісню, яка не є публічно відомою.

### Учасники відбору
16 січня 2018 року остаточно визначено 18 учасників національного відбору. П'ятеро з цьогорічних учасників вже брали участь у попередніх нацвідборах на конкурс Євробачення.

| Півфіналісти | Півфіналісти      | Півфіналісти           | Півфіналісти          | Півфіналісти                      | Півфіналісти                                              |   |         |                    |              |         |                                               |
| №            | Виконавець        | Пісня                  | Переклад              | Мова                              | Автори                                                    |   |         |                    |              |         |                                               |
| ------------ | ----------------- | ---------------------- | --------------------- | --------------------------------- | --------------------------------------------------------- | - | ------- | ------------------ | ------------ | ------- | --------------------------------------------- |
| №            | Виконавець        | Пісня                  | Переклад              | Мова                              | Автори                                                    | 1 | Mélovin | «Under the Ladder» | Під драбиною | (англ.) | Майк Раялз, Костянтин Бочаров, Антон Карський |
| 2            | Tayanna           | «Леля»                 | —                     | (укр.)                            | Тетяна Решетняк                                           |   |         |                    |              |         |                                               |
| 3            | «Kadnay»          | «Beat of the Universe» | Бит Всесвіту          | (англ.)                           | Дмитро Каднай, Філіпп Коляденко                           |   |         |                    |              |         |                                               |
| 4            | LAUD              | «Waiting»              | Очікування            | (англ.)                           | Владислав Каращук, Роман Череной, Катерина Рогова         |   |         |                    |              |         |                                               |
| 5            | VILNA             | «Forest Song»          | Лісова пісня          | (англ.)                           | Ірина Василенко, Юрій Водолажський, Микита Рева           |   |         |                    |              |         |                                               |
| 6            | «The Erised»      | «Heroes»               | Герої                 | (англ.)                           | The Erised, Зак Ферум                                     |   |         |                    |              |         |                                               |
| 7            | «Pur:Pur»         | «Fire»                 | Вогонь                | (англ.)                           | Наталія Сміріна                                           |   |         |                    |              |         |                                               |
| 8            | «Mountain Breeze» | «I See You»            | Я бачу тебе           | (англ.)                           | Олександр Біляк                                           |   |         |                    |              |         |                                               |
| 9            | Сергій Бабкін     | «Крізь твої очі»       | —                     | (укр.)                            | Сергій Бабкін, Євген Філатов, Юхим Чупакін, Антон Малишев |   |         |                    |              |         |                                               |
| 10           | «KAZKA»           | «Дива»                 | —                     | (укр.)                            | Сергій Єрмолаєв, Андрій Ігнатченко, Сергій Локшинv        |   |         |                    |              |         |                                               |
| 11           | Ілларія           | «Сила»                 | —                     | (англ.), (укр.)                   | Катерина Прищепа                                          |   |         |                    |              |         |                                               |
| 12           | Constantine       | «Місто»                | —                     | (укр.)                            | Костянтин Дмитрієв, Уляна Кушик                           |   |         |                    |              |         |                                               |
| 13           | «Yurcash»         | «Stop Killing Love»    | Припини вбивати любов | (англ.), (укр.)                   | Юрій Нечистяк                                             |   |         |                    |              |         |                                               |
| 14           | INGRET            | «Save My Planet»       | Збережи мою планету   | (англ.)                           | Інгрет Костенко, Олексій Потапенко                        |   |         |                    |              |         |                                               |
| 15           | Julinoza          | «Хто я?»               | —                     | (англ.), (укр.)                   | Юлія Запорожець                                           |   |         |                    |              |         |                                               |
| 16           | «Kozak System»    | «Mamai»                | Мамай                 | (англ.)                           | Микола Бровченко                                          |   |         |                    |              |         |                                               |
| 17           | «Dilemma»         | «На party»             | —                     | (укр.)                            | Євген Бардаченко, Назарій Герасимчук                      |   |         |                    |              |         |                                               |
| 18           | «The ВЙО»         | «Нґанґа»               | —                     | (укр.), (англ.), йоруба[джерело?] | The ВЙО                                                   |   |         |                    |              |         |                                               |

#### Повернення
Наступні виконавці брали участь у відборі раніше:

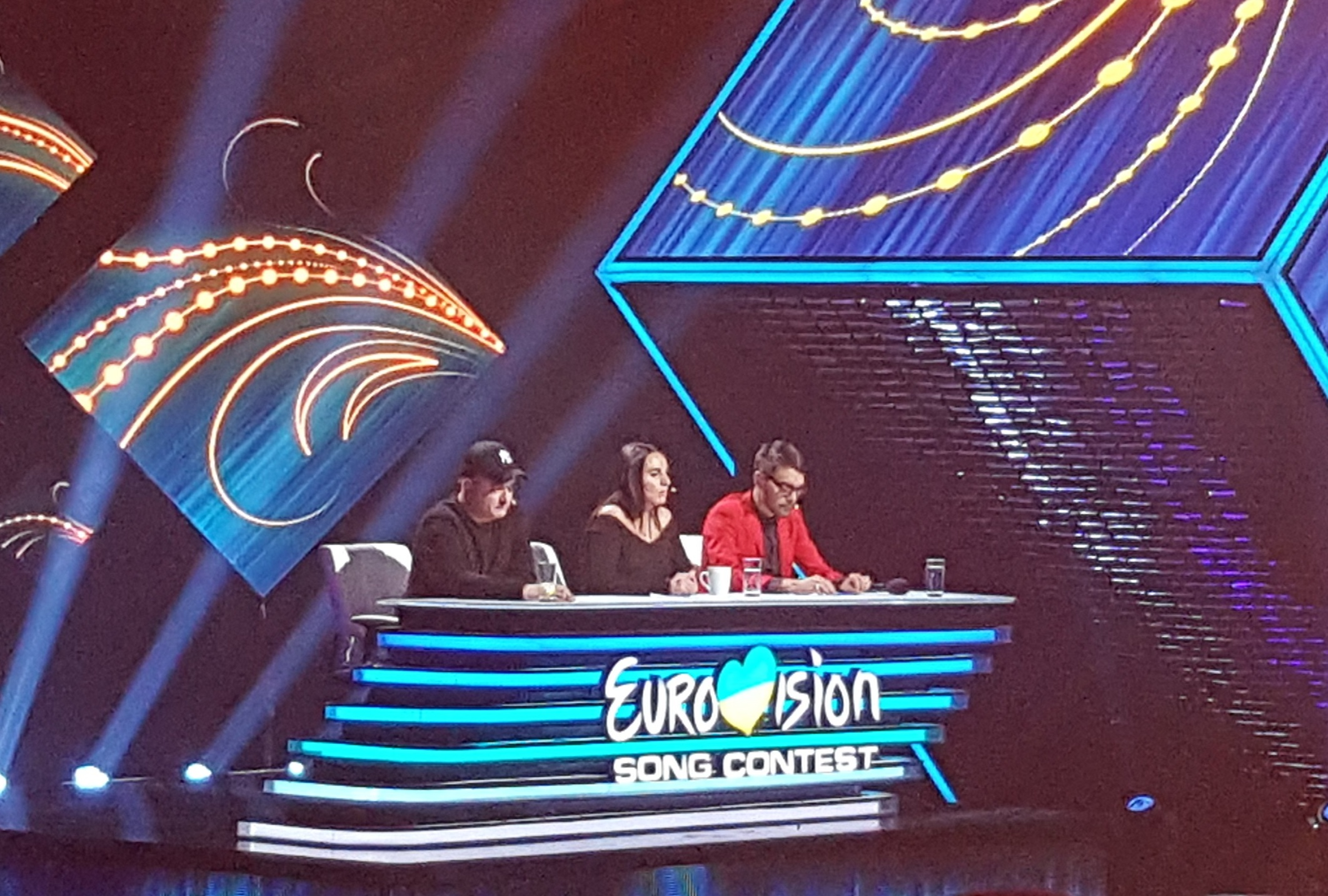
Судді відбору зліва направо: Андрій Данилко, Джамала, Євген Філатов

| Виконавці | Рік  | Пісня                                 | Місце        |
| --------- | ---- | ------------------------------------- | ------------ |
| Mélovin   | 2017 | Wonder                                | 3 (фінал)    |
| Tayanna   | 2009 | Kiss (У складі гурту Гарячий шоколад) | 8 (фінал)    |
| Tayanna   | 2017 | I Love You                            | 2 (фінал)    |
| «Kadnay»  | 2017 | Freedom In My Mind                    | 3 (півфінал) |
| «Pur:Pur» | 2016 | We Do Change                          | 4 (фінал)    |
| Ілларія   | 2014 | I'm Alive                             | 5 (фінал)    |
| Ілларія   | 2017 | Thank You For My Way                  | 5 (фінал)    |
| «Yurcash» | 2005 | Patriot                               | 3 (фінал)    |

### Судді
Суддями національного відбору стали: українська співачка, переможниця 61-го пісенного конкурсу «Євробачення» — Джамала, український музикант, композитор, аранжувальник, продюсер; соліст гурту «The Maneken», музичний продюсер гуртів «ONUKA» та «The Elephants» — Євген Філатов та український співак і композитор, більш відомий в образі Вірки Сердючки, представник України на 52-му пісенному конкурсі «Євробачення» — Андрій Данилко, ведучим — Сергій Притула.
Визначення порядку виступів у в півфіналах відбулося за допомогою жеребкування. 19 січня музичний продюсер національного відбору Руслан Квінта разом зі своєю командою оголосили порядок виступу учасників. Конкурсанти виступатимуть 10 та 17 лютого, по 9 виконавців в кожному півфіналі.

### Перший півфінал
Перший півфінал провели 10 лютого 2018 року. За результатами голосування до фіналу вийшли співак LAUD, гурт «The Erised» та співачка VILNA. Сергій Бабкін та PUR:PUR також отримали максимальну кількість балів від жури, але співачка VILNA стала лідером глядацького голосування і виступатиме в фіналі. Як запрошені гості під час проведення півфіналу виступили гурт «O.Torvald» та представник Чехії на 63-му пісенному конкурсі Євробачення Міколаш Йозеф.
| Перший півфінал — 10 лютого 2018 | Перший півфінал — 10 лютого 2018 | Перший півфінал — 10 лютого 2018 | Перший півфінал — 10 лютого 2018 | Перший півфінал — 10 лютого 2018 | Перший півфінал — 10 лютого 2018 | Перший півфінал — 10 лютого 2018 | Перший півфінал — 10 лютого 2018 |
| №                                | Виконавець                       | Пісня                            | Судді                            | Глядачі                          | Глядачі                          | Підсумок                         | Місце                            |
| №                                | Виконавець                       | Пісня                            | Судді                            | Відсотки                         | Очки                             | Підсумок                         | Місце                            |
| -------------------------------- | -------------------------------- | -------------------------------- | -------------------------------- | -------------------------------- | -------------------------------- | -------------------------------- | -------------------------------- |
| 1                                | Constantine                      | «Місто»                          | 7 а                              | 5,05 %                           | 2                                | 9                                | 7-ме                             |
| 2                                | Сергій Бабкін                    | «Крізь твої очі»                 | 8 б                              | 8,99 %                           | 4                                | 12                               | 5-те                             |
| 3                                | LAUD                             | «Waiting»                        | 9 в                              | 14,84 %                          | 7                                | 16                               | 1-ше                             |
| 4                                | «KAZKA»                          | «Дива»                           | 4 г                              | 11,42 %                          | 5                                | 9                                | 6-те                             |
| 5                                | «The ВЙО»                        | «Нґа нґа»                        | 2 ґ                              | 4,35 %                           | 1                                | 3                                | 9-те                             |
| 6                                | «Kozak System»                   | «Mamai»                          | 1 д                              | 8,30 %                           | 3                                | 4                                | 8-ме                             |
| 7                                | VILNA                            | «Forest Song»                    | 3 е                              | 17,66 %                          | 9                                | 12                               | 3-тє                             |
| 8                                | «Pur:Pur»                        | «Fire»                           | 6 є                              | 11,91 %                          | 6                                | 12                               | 4-те                             |
| 9                                | «The Erised»                     | «Heroes»                         | 5 ж                              | 17,49 %                          | 8                                | 13                               | 2-ге                             |

НОТАТКИ:
а. ↑  Євген Філатов — 9, Джамала — 7, Андрій Данилко — 5.
б. ↑  Євген Філатов — 7, Джамала — 9, Андрій Данилко — 6.
в. ↑  Євген Філатов — 6, Джамала — 8, Андрій Данилко — 9.
г. ↑  Євген Філатов — 3, Джамала — 4, Андрій Данилко — 4.
ґ. ↑  Євген Філатов — 2, Джамала — 1, Андрій Данилко — 3.
д. ↑  Євген Філатов — 1, Джамала — 3, Андрій Данилко — 1.
е. ↑  Євген Філатов — 4, Джамала — 2, Андрій Данилко — 2.
є. ↑  Євген Філатов — 8, Джамала — 6, Андрій Данилко — 7.
ж. ↑  Євген Філатов — 5, Джамала — 5, Андрій Данилко — 8.

### Другий півфінал
Другий півфінал відбувся 17 лютого 2018 року. За результатами голосування до фіналу вийшли співак Mélovin, гурт «Kadnay» та співачка Tayanna.. Як запрошені гості під час проведення півфіналу виступили представники Франції на 63-му пісенному конкурсі Євробачення «Madame Monsieur».
| Другий півфінал — 17 лютого 2018 | Другий півфінал — 17 лютого 2018 | Другий півфінал — 17 лютого 2018 | Другий півфінал — 17 лютого 2018 | Другий півфінал — 17 лютого 2018 | Другий півфінал — 17 лютого 2018 | Другий півфінал — 17 лютого 2018 | Другий півфінал — 17 лютого 2018 |
| №                                | Виконавець                       | Пісня                            | Судді                            | Глядачі                          | Глядачі                          | Підсумок                         | Місце                            |
| №                                | Виконавець                       | Пісня                            | Судді                            | Відсотки                         | Очки                             | Підсумок                         | Місце                            |
| -------------------------------- | -------------------------------- | -------------------------------- | -------------------------------- | -------------------------------- | -------------------------------- | -------------------------------- | -------------------------------- |
| 1                                | INGRET                           | «Save My Planet»                 | 2 а                              | 6,96 %                           | 3                                | 5                                | 7-ме                             |
| 2                                | Mélovin                          | «Under the Ladder»               | 8 б                              | 25,49 %                          | 9                                | 17                               | 1-ше                             |
| 3                                | Julinoza                         | «Хто я?»                         | 4 в                              | 4,7 %                            | 1                                | 5                                | 8-ме                             |
| 4                                | Tayanna                          | «Леля»                           | 9 г                              | 13,23 %                          | 7                                | 16                               | 2-ге                             |
| 5                                | «Kadnay»                         | «Beat of the Universe»           | 7 ґ                              | 15,4 %                           | 8                                | 15                               | 3-тє                             |
| 6                                | «Yurcash»                        | «Stop Killing Love»              | 3 д                              | 9,29 %                           | 5                                | 8                                | 6-те                             |
| 7                                | «Mountain Breeze»                | «I see you»                      | 6 е                              | 10,69 %                          | 6                                | 12                               | 4-те                             |
| 8                                | Ілларія                          | «Сила»                           | 5 є                              | 7,78 %                           | 4                                | 9                                | 5-те                             |
| 9                                | «Dilemma»                        | «На party»                       | 1 ж                              | 6,47 %                           | 2                                | 3                                | 9-те                             |

НОТАТКИ:
а. ↑  Євген Філатов — 3, Джамала — 3, Андрій Данилко — 2.
б. ↑  Євген Філатов — 7, Джамала — 7, Андрій Данилко — 9.
в. ↑  Євген Філатов — 4, Джамала — 5, Андрій Данилко — 4.
г. ↑  Євген Філатов — 9, Джамала — 9, Андрій Данилко — 7.
ґ. ↑  Євген Філатов — 8, Джамала — 8, Андрій Данилко — 6.
д. ↑  Євген Філатов — 2, Джамала — 2, Андрій Данилко — 5.
е. ↑  Євген Філатов — 6, Джамала — 4, Андрій Данилко — 8.
є. ↑  Євген Філатов — 5, Джамала — 6, Андрій Данилко — 3.
ж. ↑  Євген Філатов — 1, Джамала — 1, Андрій Данилко — 1.

### Фінал
Фінал відбору відбувся 24 лютого. За підсумками голосування переможцем став Mélovin з піснею Under the Ladder, який і представлятиме Україну на конкурсі Євробачення-2018 у Лісабоні в Португалії. Під час фіналу Джамала презентувала пісню «Крила»
| Фінал — 24 лютого 2018 | Фінал — 24 лютого 2018 | Фінал — 24 лютого 2018 | Фінал — 24 лютого 2018 | Фінал — 24 лютого 2018 | Фінал — 24 лютого 2018 | Фінал — 24 лютого 2018 | Фінал — 24 лютого 2018 |
| №                      | Виконавець             | Пісня                  | Судді                  | Глядачі                | Глядачі                | Підсумок               | Місце                  |
| №                      | Виконавець             | Пісня                  | Судді                  | Відсотки               | Очки                   | Підсумок               | Місце                  |
| ---------------------- | ---------------------- | ---------------------- | ---------------------- | ---------------------- | ---------------------- | ---------------------- | ---------------------- |
| 1                      | «Kadnay»               | «Beat of the Universe» | 3 а                    | 18,61 %                | 5                      | 8                      | 3-тє                   |
| 2                      | Tayanna                | «Леля»                 | 6 б                    | 16,62 %                | 4                      | 10                     | 2-ге                   |
| 3                      | «The Erised»           | «Heroes»               | 2 в                    | 6,48 %                 | 1                      | 3                      | 6-те                   |
| 4                      | LAUD                   | «Waiting»              | 4 г                    | 11,56 %                | 2                      | 6                      | 4-те                   |
| 5                      | VILNA                  | «Forest Song»          | 1 ґ                    | 12,92 %                | 3                      | 4                      | 5-те                   |
| 6                      | Mélovin                | «Under the Ladder»     | 5 д                    | 33,81 %                | 6                      | 11                     | 1-ше                   |

НОТАТКИ:
а. ↑  Євген Філатов — 6, Джамала — 2,
б. ↑  Євген Філатов — 4, Джамала — 6, Андрій Данилко — 5.
в. ↑  Євген Філатов — 2, Джамала — 3, Андрій Данилко — 1.
г. ↑  Євген Філатов — 3, Джамала — 4,
ґ. ↑  Євген Філатов — 1, Джамала — 1,
д. ↑  Євген Філатов — 5, Джамала — 5, Андрій Данилко — 6.

## Виступ на Євробаченні-2018
Mélovin виступав у другому півфіналі 10 травня 2018. Його виступ був завершальним, він пройшов до фіналу.
У фіналі 12 травня 2018 за Mélovin проголосували журі 2 країн — Азербайджану (6 балів з 12 можливих) та Молдови (5 балів з 12 можливих).
Оцінки глядачів відрізнилися від оцінок експертного журі, Україна отримала 119 балів від глядачів та посіла 7 місце. За загальними результатами голосування у фіналі Mélovin посів 17 місце.

## Голосування України за виконавців на Євробаченні-2018
Від України конкурсантів Євробачення 2018 судили співачки Христина Соловій і Alloise, музичний продюсер і кліпмейкер Віталій Климов, радіоведучий Денис Жупник і музикант, саунд-продюсер Артур Данієлян. Найвищим балом журі оцінило виконавця із Франції — дует Madame Monsieur. Найвищий бал від глядачів отримала представниця Ізраїлю — співачка Нетта Барзілай, яка перемогла у Євробаченні 2018 з результатом в 529 балів.